# Seznam krajev Unescove svetovne dediščine na Hrvaškem
Svetovna dediščina Organizacije Združenih narodov za izobraževanje, znanost in kulturo (UNESCO) je pomembna za kulturno ali naravno dediščino, kot je opisano v Unescovi konvenciji o svetovni dediščini, ustanovljeni leta 1972. Hrvaška je po razglasitvi neodvisnosti od Jugoslavije 25. junija 1991 konvencijo nasledila 6. julija 1992.
Trenutno je na seznamu vpisanih deset območij, na poskusnem seznamu pa 15 območij. Prva tri območja, zgodovinski kompleks Splita z Dioklecijanovo palačo, Dubrovnik in Narodni park Plitvička jezera, so bila vpisana na seznam na 3. zasedanju Unesca leta 1979. Nadaljnja območja so bila dodana v letih 1997, 2000, 2008, 2016 in 2017. Skupaj gre za osem kulturnih in dve naravni znamenitosti, kot določajo kriteriji organizacije. Tri lokacije so v skupni rabi z drugimi državami.
Med hrvaško osamosvojitveno vojno, po razpadu Jugoslavije, je prišlo do vojaških spopadov v Dubrovniku (obleganje Dubrovnika) in na območju Plitviških jezer. Zaradi obsežne topniške škode v Dubrovniku in min v okolici Plitvic sta bili ti dve mesti leta 1991 uvrščeni na seznam ogroženih. Po njuni obnovi sta bili leta 1997 oziroma 1998 črtani s seznama ogroženih lokacij. Čeprav hrvaška območja svetovne dediščine ustvarjajo veliko število obiskovalcev, se pojavljajo nove grožnje zaradi škodljivih učinkov nenadzorovanega množičnega turizma.

## Svetovna dediščina
Unesco navaja mesta pod desetimi merili; vsaka prijava mora izpolnjevati vsaj enega od kriterijev. Merila od i do vi so kulturna, od vii do x pa naravna.
| Ime                                                                    | Slika | Lokacija                      | Leto vpisa | UNESCO kriterij             | Opis |
| ---------------------------------------------------------------------- | ----- | ----------------------------- | ---------- | --------------------------- | --- |
| Narodni park Plitviška jezera                                          |       | Plitvička Jezera              | 1979       | 98; vii, viii, ix (naravna) | Sčasoma je voda tekla čez naravni apnenec in kredo ter ustvarila naravne jezove, ki so nato ustvarili vrsto povezovalnih jezer, slapov in jam. V bližnjih gozdovih živijo medvedi, volkovi in številne redke vrste ptic. |
| Zgodovinski kompleks Splita z Dioklecijanovo palačo                    |       | Split                         | 1979       | 97; ii, iii, iv (kulturno)  | Palačo je zgradil rimski cesar Dioklecijan na prelomu v 4. stoletje našega štetja, kasneje pa je služila kot osnova mesta Split. Znotraj starodavnega mavzoleja je bila v srednjem veku zgrajena stolnica, skupaj s cerkvami, utrdbami, gotskimi in renesančnimi palačami. Baročni slog predstavlja ostalo območje.                                                                     |
| Staro mesto Dubrovnik                                                  |       | Dubrovnik                     | 1979       | 95; i, iii, iv (kulturno)   | Dubrovnik je v srednjem veku postal uspešna pomorska republika, postal je edina vzhodnojadranska mestna država, ki se je kosala z Benetkami. Ob podpori svojega bogastva in spretne diplomacije je mesto doseglo izjemno stopnjo razvoja, zlasti v 15. in 16. stoletju. |
| Škofijski kompleks Evfrazijeve bazilike v zgodovinskem središču Poreča |       | Poreč                         | 1997       | 809; ii, iv (kulturno)      | Škofijski kompleks s svojimi osupljivimi mozaiki iz 6. stoletja je eden najboljših primerov zgodnjebizantinske umetnosti in arhitekture v sredozemski regiji in svetu. Vključuje samo baziliko, zakristijo, krstilnico in zvonik bližnje nadškofijske palače. |
| Zgodovinsko mesto Trogir                                               |       | Trogir                        | 1997       | 810; ii, iv (kulturno)      | Bogata kultura Trogirja je nastala pod vplivom starih Grkov, Rimljanov in Benečanov. Je najbolje ohranjen romansko-gotski kompleks ne samo na Jadranu, ampak v vsej srednji Evropi. Srednjeveško jedro Trogirja, obdano z obzidjem, obsega ohranjeni grad in stolp ter niz bivališč in palač iz obdobja romanike, gotike, renesanse in baroka.                                          |
| Šibeniška stolnica sv. Jakoba                                          |       | Šibenik                       | 2000       | 963; i, ii, iv (kulturno)   | Stolnica je troladijska bazilika s tremi apsidami in kupolo (visoka 32 metrov v notranjosti) in je tudi eden najpomembnejših renesančnih arhitekturnih spomenikov v vzhodnem Jadranu. |
| Starogradsko polje                                                     |       | Hvar                          | 2008       | 1240; ii, iii, v (kulturno) | Starogradsko polje je kmetijska krajina, ki so jo v 4. stoletju pr. n. št. postavili starogrški kolonisti in je v uporabi še danes. Ravnina je na splošno še vedno v svoji prvotni obliki. Starodavna ureditev se je ohranila s skrbnim vzdrževanjem kamnitih zidov v 24 stoletjih. |
| Stečki - srednjeveški nagrobni spomeniki*                              |       | Dubravka, Cista Velika        | 2016       | 1504; iii, vi (kulturno)    | Stečki (ednina steček) ali srednjeveški nagrobniki so monolitni kamniti spomeniki, najdeni na območjih sedanje Bosne in Hercegovine, delih Hrvaške, Srbije in Črne gore. Prvič so se pojavili v 12. stoletju, vrhunec pa so dosegli v 14. in 15. stoletju. Na Hrvaškem sta vpisani dve najdišči, v Dubravki in v Cisti Veliki                                                           |
| Beneške utrdbe iz 16. in 17. stoletja*                                 |       | Zadar, Šibenik                | 2017       | 1533; iii, iv (kulturno)    | Ta posest je sestavljena iz šestih komponent obrambnih objektov v Italiji, na Hrvaškem in v Črni gori, ki se raztezajo na več kot 1000 kilometrih med Lombardijo v Italiji in vzhodno jadransko obalo. Uvedba smodnika je povzročila pomembne premike v vojaški tehniki in arhitekturi. Hrvaška mesta vključujejo obrambni sistem Zadra in trdnjavo sv. Nikolaja v Šibeniku.            |
| Starodavni prvobitni bukovi gozdovi Karpatov in drugih delov Evrope*   |       | Paklenica, NP Severni Velebit | 2017       | 1133; ix (naravno)          | Ta mednarodni kraj svetovne dediščine, ki si ga s Slovenijo delijo Albanija, Avstrija, Belgija, Bolgarija, Hrvaška, Nemčija, Italija, Romunija, Slovaška, Španija in Ukrajina, obsega bukove gozdove, ki so se po Evropi ponovno razširili po zadnji ledeni dobi. Ta uspešna širitev je povezana s prožnostjo drevesa in toleranco na različne podnebne, geografske in fizične razmere. |

## Poskusni seznam
Poleg območij, vpisanih na seznam svetovne dediščine, lahko države članice vodijo seznam začasnih območij, ki jih lahko upoštevajo pri nominaciji. Nominacije za seznam svetovne dediščine so sprejete le, če je bilo območje predhodno navedeno na poskusnem seznamu. As of 2021, Croatia recorded fifteen sites on its tentative list.
| Ime | Slika | Lokacija                                       | Leto vpisa | UNESCO kriterij               | Opis |
| --- | ----- | ---------------------------------------------- | ---------- | ----------------------------- | --- |
| Zadar – Škofijski kompleks |       | Zadrska županija                               | 2005       | i, ii, iii, iv, vi (kulturno) | Območje obsega romansko Zadrsko stolnico, cerkev sv. Donata iz 9. stoletja, nadškofovsko palačo in druge stavbe. Prvotno liburnsko naselje in kasneje rimska kolonija, Zadar še vedno ohranja svoj rimski forum in načrt ulic.   |
| Zgodovinsko-urbanistična celota Stona z Malim Stonom, veznim obzidjem, naravnim rezervatom Malostonskega zaliva, Stonskim poljem in solinami |       | Dubrovniško-neretvanska županija               | 2005       | i, iii, iv, v (kulturno)      | Ston je bil glavna utrdba Dubrovniške republike. Območje te kulturne dediščine obsega urbanistične sklope, oblikovane v skladu s konfiguracijo tal in ohranjenimi deli izjemnega naravnega okolja.                               |
| Zgodovinsko-urbanistični ansambel Tvrđa (Utrdba) v Osijeku                                                                                   |       | Osiješko-baranjska županija                    | 2005       | i, iv, vi (kulturno)          | Tvrđa, habsburška zvezdasta utrdba, vsebuje najbolje ohranjen in največji ansambel baročnih stavb na Hrvaškem in je opisana kot edinstven primer baročnega vojaškega, upravnega in trgovskega urbanega središča iz 18. stoletja. |
| Varaždin – Zgodovinsko jedro in staro mestno jedro (grad)                                                                                    |       | Varaždinska županija                           | 2005       | i, iii, iv, vi (kulturno)     | Mestno jedro predstavlja sklop srednjeveško-renesančno-baročnih stavb. Za kratek čas v 18. stoletju je bil Varaždin glavno mesto Hrvaške.                                                                                        |
| Grad Veliki Tabor |       | Krapinsko-zagorska županija                    | 2005       | iv (kulturno)                 | Grad, zgrajen v 15. in 16. stoletju, združuje značilnosti poznogotske in renesančne arhitekture. |
| Naravni park Lonjsko polje |       | Siško-moslavška županija                       | 2005       | (mešano)                      | Največje zaščiteno mokrišče v porečju Donave je pomemben življenjski prostor za ptice in druge živali. Veliki pašniki so ostali ohranjeni do danes za avtohtone vrste živine, ki jih najdemo na tem območju.                     |
| Velebit |       | Liško-senjska županija in Zadrska županija     | 2005       | vii, viii, ix, x (naravno)    | Največji gorski masiv na Hrvaškem, ki izkazuje široko paleto kraških oblik. |
| Dioklecijanova palača in zgodovinsko jedro Splita (razširitev)                                                                               |       | Splitsko-dalmatinska županija                  | 2005       | i, ii, iii, iv, v (kulturno)  | Razširitev obstoječega območja svetovne dediščine, ki vključuje dodatna območja, vključno z Dioklecijanovim akvaduktom. |
| Lubenice |       | Primorsko-goranska županija                    | 2005       | v (kulturno)                  | Vas na strateški lokaciji na otoku Cresu, naseljena že v prazgodovini. |
| Vinogradi Primoštena | –     | Šibeniško-kninska županija                     | 2007       | v, vi (kulturno)              | Primoštenski vinogradi predstavljajo materializirano tradicionalno obliko obdelovanja specifične sredozemske zemlje. |
| Eremitaža Blaca |       | Splitsko-dalmatinska županija                  | 2007       | ii, v (kulturno)              | Eremitaža, ki so jo v 16. stoletju ustanovili menihi glagoljaši. |
| Motovun |       | Istrska županija                               | 2007       | ii, iv (kulturno)             | Srednjeveško mesto, nastalo iz prazgodovinskega gradišča, ki je ohranilo svoje srednjeveške značilnosti. |
| Zgodovinsko mesto Korčula |       | Dubrovniško-neretvanska županija               | 2007       | ii, iii, iv, v (kulturno)     | Zgodovinsko utrjeno mesto na zaščiteni vzhodni obali otoka Korčula. |
| Narodni park Kornati in Naravni park Telašćica                                                                                               |       | Šibeniško-kninska županija in Zadrska županija | 2007       | vii, viii, x (naravno)        | Izolirano otočje s številnimi kraškimi reliefnimi oblikami in pomembno zavarovano območje za morske prostoživeče živali. |
| Meje rimskega imperija – Donavski limes (Zahodni segment)*                                                                                   |       | več lokacij ob Donavi                          | 2020       | ii, iii, iv (kulturno)        | Hrvaški del Donavskega limesa je bil zavarovan z utrdbami in stražnimi stolpi, ki so jih povezovale vojaške ceste. V tej nominaciji je navedenih 23 posameznih lokacij.                                                          |